# 馬克·蘭開斯特
金博爾頓的蘭卡斯特男爵約翰·馬克·蘭卡斯特 TD VR PC（1970年5月12日—），英國政治人物，保守黨黨員、英國陸軍准將。自2010年開始，他擔任北米爾頓凱恩斯選區選出的英國下議院議員，2017年起擔任英國國防部三軍國務大臣。